# Chandrayaan
Chandrayaan-1 (sanscrită: चंद्रयान-1, lit: Vehicul Lunar-1, Bengali: চঁন্দ্রযান-১, Telugu:చంద్రయాన్-1), este o misiune de explorare a Lunii fără echipaj uman, lansată de către Indian Space Research Organisation (ISRO), agenția spațială indiană. Misiunea include un satelit selenar precum și o sondă la suprafața satelitului natural al Terrei. Aparatul a fost lansat cu ajutorul unei versiuni modificate a rachetei Polar Satellite Launch Vehicle pe 22 octombrie 2008.